# Creissan
Creissan este o comună în departamentul Hérault din sudul Franței. În 2009 avea o populație de 1.288 de locuitori.

## Evoluția populației
| An        | 1975 | 1982 | 1990 | 1999 | 2006  | 2009  |
| --------- | ---- | ---- | ---- | ---- | ----- | ----- |
| Populație | 404  | 654  | 861  | 938  | 1.120 | 1.288 |